# 피토비나니구

피토비나니구

피토비나니구(Fitovinany)는 마다가스카르의 구다. 구청 소재지는 마나카라다. 2021년 6월 16일, 바토바비피토비나니구에서 바토바비구와 피토비나니구로 분할되어 만들어졌다.

## 행정 구역
바토바비구 3개 지구로 나뉘고, 각 지구는 다시 76개 지방자치단체로 나뉜다.
- 이콩고 지구
- 마나카라아치모 지구
- 보히페노 지구